# آرامگاه بابا رکن‌الدین

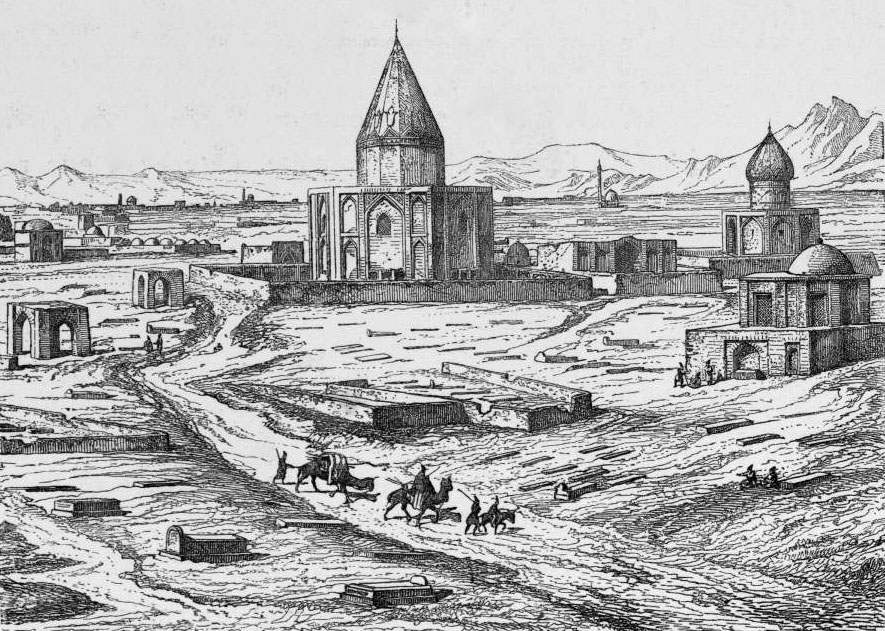
در دوران محمدشاه قاجار

آرامگاه بابا رکن‌الدین مربوط به دوره صفوی است و در اصفهان، مجموعه تخت فولاد واقع شده و این اثر در تاریخ ۹ مرداد ۱۳۱۲ با شمارهٔ ثبت ۲۰۱ به‌عنوان یکی از آثار ملی ایران به ثبت رسیده است. این محل مقبره بابا رکن‌الدین است.

## ویژگی‌های بنا
این بقعه از لحاظ نقشه، تناسب کامل معماری، جزئیات بنا، و گنبد رک از سایر بناهای موجود در تخت فولاد متمایز و از اهمیت خاصی بر خوردار است. یکی از خصوصیات استثنایی این بنا؛ به کار بردن سمبل‌های عددی چون پنج در پلان بنا و دوازده در گنبد بنا است که به نظر می‌رسد نشانگر پایبندی و ارادت وی به پنج تن آل عبا و دوازده امام باشد. نقشه خارجی بنا به صورت پنج ضلعی به ابعاد ۱۱/۷۰ متر است که به ضلع شمال شرقی آن سردری بلند با غرفه‌های دو طبقه در طرفین اضافه کرده‌اند، و محور اصلی بنا دقیقآ با قبله تطبیق می‌کند. از آنجا که این بقعه در فضای بازی قرار دارد و از هر سو نمایان است، همین امر سبب شده که معمار آن از سادگی دیوارهای بلند خارجی با ایجاد طاق نماهای متعدد بکاهد و با افزودن تزیینات کاشیکاری در لچکی‌های طاق نماهای مزبور، در نما ایجاد تنوع و جلب توجه نماید. به نظر شاردن این ساختمان از جهت هندسه بنا و مشرف بودن بر سایر گنبدهای تخت فولاد از امتیاز خاصی بر خوردار است. در ابتدا در داخل و خارج بنا کاشیکاریهای مینایی عالی وجود داشته که اکنون قسمت عمدهٔ آن از بین رفته است. سردر بنا در ضلع شمال شرقی بقعه واقع شده و شامل ایوان بلندی به ارتفاع ۷/۹۰ متر است و دارای کتیبه‌ای به خط ثلث سفید بر متن کاشی لاجوردی برقلم محمد صالح اصفهانی خطاط مشهور دوره شاه عباس اول صفوی است. بابا رکن الدین در روز یکشنبه ۲۶ ربیع الاول سال ۷۶۹ هجری قمری وفات کرد و در خانقاه خویش که اکنون به تکیه بابا رکن الدین معروف است به خاک سپرده شد. سنگ قبر وی از جنس مرمر در ابعاد ۷۶*۱۲۰*۱۲۰ سانتیمتر است این سنگ ساده و بدون نوشته و تزیین است، سنگ نوشتهٔ افراشته‌ای نیز بر بالای قبر تعبیه گردید که دارای ۲۱۰ سانتی‌متر طول و ۹۰ سانت متر عرض است. سنگ نوشته در ۷ سطر به خط ثلث است، سطر نخست آیه ۶۲ از سوره یونس است.

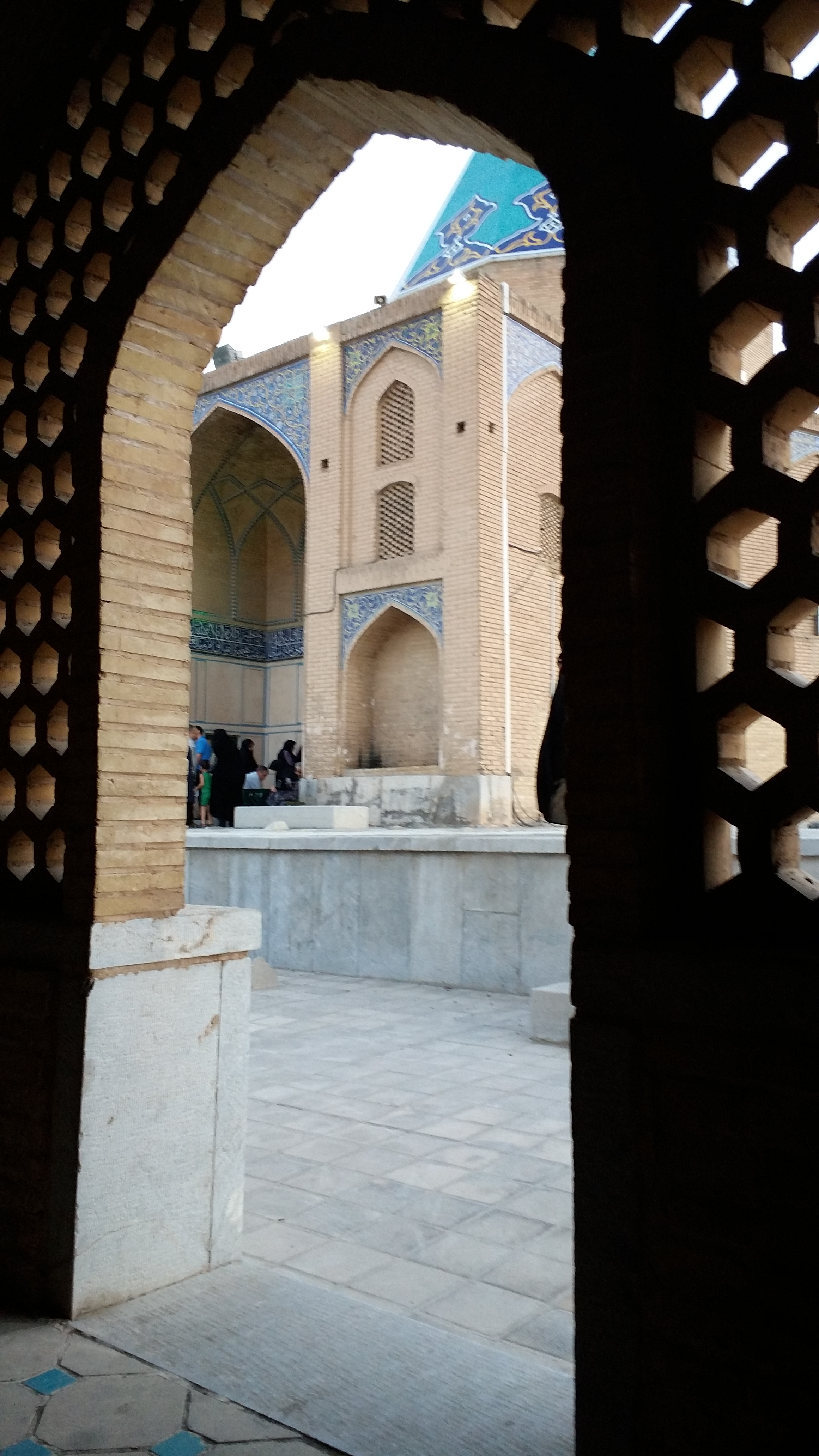